# 奥伯艾希
奥伯艾希（德語：Oberaich）是奥地利施泰尔马克州穆尔河畔布鲁克县的一个市镇。总面积47平方公里，总人口2961人，人口密度63.0人/平方公里（2001年）。